# Мейс Уинду
Мейс Уинду (на английски: Mace Windu) е герой от сагата „Междузвездни войни“, глава на Висшия съвет на джедаите. Изигран е от актьора Самюъл Джаксън. Учителят Йода винаги се съветва с него и съвета на Джедаите за всички решения. Той е един от най-убедителните и харизматични джедаи. Въпреки че поставя под въпрос своите убеждения, той е непоколебим последовател на джедаите и техните пътища и е недоверчив към рицаря на джедаите Анакин Скайуокър както и повечето членове на съвета, особено защото смята, че последният има опасен потенциал. Неговата смърт окончателно обръща Анакин към тъмната страна и евентуалното унищожаване на джедайския орден от Палпатин. Цветът на неговото оръжие е виолетов.